# Mitochondriale Eva
Mitochondriale Eva is de naam waarmee onderzoekers de vrouw aanduiden die de recentste gemeenschappelijke matrilineaire voorouder van alle nu levende mensen is. Ze heet zo omdat alle nu levende mensen hun mitochondriaal DNA (met mutaties) van haar “geërfd” hebben. Men neemt aan dat mitochondriale Eva ongeveer tussen 250.000 en 100.000 jaar geleden ergens in Afrika moet hebben geleefd. Het concept van een mitochondriale Eva is afkomstig uit een paper van genetica Rebecca Cann en anderen uit 1987. Het blijkt echter dat mtDNA soms ook via de vaderlijke lijn kan worden doorgegeven.

## Matrilineaire afstamming

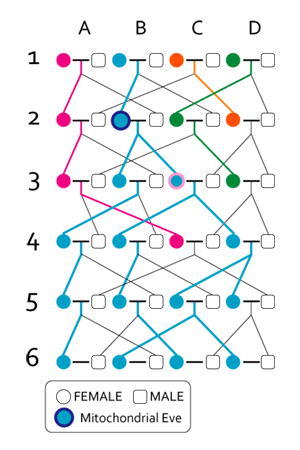
Vereenvoudigde voorstelling van een matrilineaire stamboom. Vrouw B1 in generatie 1 is een matrilineaire voorouder van alle in generatie 6 levende vrouwen, doch het is haar dochter B2 die de meeste recente voorouder of Mitochondriale Eva is. Mocht in generatie 7 koppel A6 geen dochters krijgen, dan wordt C3 de nieuwe Mitochondriale Eva.

Door mitochondriale Eva te vernoemen naar Eva uit het (Hebreeuws-)Bijbelse scheppingsverhaal zijn bij het grote publiek nogal wat misverstanden ontstaan. Een veelgehoorde misvatting is dat ze de enige toen levende vrouw was. Dat was ze zeker niet, want dan was de mens waarschijnlijk al lang uitgestorven. Veel vrouwen die in dezelfde tijd leefden als zij hebben afstammelingen die nu leven. Maar alleen mitochondriale Eva heeft een tot op heden ononderbroken afstammingslijn van dochters – elke andere matrilineaire afstammingslijn is onderbroken of afgebroken, wat gebeurt als een vrouw alleen zonen of helemaal geen kinderen krijgt.
Stel een stamboom voor van alle mensen die nu leven. Stel dan een lijn voor van ieder individu naar haar moeder en vandaar naar de moeder van die moeder enzovoort. Verder terug in de tijd komen  lijnen samen van zussen, die dezelfde moeder hebben. Hoe verder in de tijd terug, hoe minder lijnen er zijn, en uiteindelijk komt het op één lijn uit – en dat is de gemeenschappelijke matrilineaire voorouder van alle nu levende mensen, dat wil zeggen mitochondriale Eva.
Ga nu de stamboom in omgekeerde volgorde doorlopen (vanaf het verre verleden tot nu) en stel nu de lijnen voor die alle moeders met hun dochters verbinden. Begin bij alle mensen die 150.000 jaar geleden leefden. Telkens als een vrouw kinderloos sterft of alleen zonen kreeg loopt een lijn dood. Uiteindelijk blijft maar één afstammingslijn over, de lijn waarmee we begonnen.
Mitochondriale Eva was de recentste gemeenschappelijke matrilineaire voorouder van alle nu levende mensen. Maar telkens wanneer in het verleden een afstammingslijn uitstierf, werd de status van recentste gemeenschappelijke matrilineaire voorouder doorgegeven aan een afstammelinge van de vorige gemeenschappelijke matrilineaire voorouder. Zo moet de gemeenschappelijke matrilineaire voorouder van de mensen die leefden ten tijde van mitochondriale Eva nog verder terug in de tijd geleefd hebben.
Hoe kleiner een bevolkingsgroep is, des te sneller komen de matrilineaire lijnen samen.

### Recentste gemeenschappelijke voorouder
Mitochondriale Eva is de recentste gemeenschappelijke matrilineaire voorouder van alle nu levende mensen, maar niet de recentste gemeenschappelijke voorouder (mrgv). Alle nu levende mensen stammen af van de mrgv, maar voor mitochondriale Eva is dat alleen in de vrouwelijke lijn, zodat zij veel langer geleden geleefd moet hebben dan de mrgv. Terwijl mitochondriale Eva ongeveer 150.000 jaar geleden leefde, schat men dat de mrgv tussen 60.000 en 90.000 jaar geleden geleefd moet hebben, al zal het minder recent zijn als men rekening houdt met geïsoleerde bevolkingsgroepen.

## Mitochondriaal DNA
We weten van het bestaan van Eva door mitochondriën. Mitochondriën zijn organellen die alleen door de moeder aan haar nageslacht worden doorgegeven. Elk mitochondrium bevat mitochondriaal DNA (mtDNA), en vergelijking van DNA-sequenties uit mtDNA onthult een fylogenie. Een belangrijk verschil tussen mtDNA, dat zich niet in de celkern bevindt, en het DNA in de celkern is dat mtDNA in zijn geheel wordt doorgegeven en van het nucleaire DNA de helft, waar dan ook nog recombinatie bij optreedt, waardoor statistisch gezien minder duidelijkheid is over de herkomst van DNA. Diversiteit wordt in het mtDNA versterkt, en ook de effecten van een populatieflessenhals. Op basis van de techniek van de moleculaire klok om de verstreken tijd te correleren met de waargenomen genetische drift neemt men aan dat Eva ongeveer 150.000 jaar geleden ergens in Afrika moet hebben geleefd.
Terwijl mtDNA in de vrouwelijke lijn wordt doorgegeven, wordt het Y-chromosoom van vader op zoon doorgegeven. De hierboven uiteengezette principes kunnen daarom ook op mannen worden toegepast. De recentste patrilineaire voorouder van alle nu levende mensen wordt wel Y-chromosomale Adam genoemd. Opmerkelijk is dat de recentste patriarch van alle mensen veel korter geleden moet hebben geleefd dan de recentste matriarch. Deze genetische 'Adam' en 'Eva' leefden dus niet tegelijkertijd.

## Academisch onderzoek
Allan Wilson, Rebecca Cann, Steven Carr, M. George Jr., U. B. Gyllensten, K. Helm-Bychowski, R. G. Higuchi, Stephen Palumbi, E. M. Prager, R. D. Sage, en Mark Stoneking formuleerden de theoretische achtergrond voor de analyse van mitochondriaal DNA in een paper uit 1985. Cann, Wilson en Stoneking stelden toen het concept van mitochondriale Eva voor in een paper uit 1987 in het tijdschrift Nature. Cann en anderen pasten "restriction mapping" toe op 147 personen uit vijf verschillende bevolkingsgroepen om gegevens te verzamelen. Geleidelijk aan zijn er meer en meer mitochondriaal-DNA-sequenties van steeds meer mensen overal op aarde verzameld, wat een beter beeld oplevert.

## Eva en de Out-of-Africa-theorie
Mitochondriale Eva wordt ook wel Afrikaanse Eva genoemd, een voorouder die gepostuleerd is op grond van fossielen en het DNA-onderzoek. Volgens de meest ondersteunde interpretatie van de mtDNA-gegevens kan dezelfde hypothetische vrouw aanspraak maken op beide titels. Uit familiestambomen (fylogenieën) die zijn samengesteld op basis van vergelijkingen van mtDNA blijkt dat nu levende mensen wier mitochondriale lijnen het eerst vertakten inheemse Afrikanen zijn, terwijl de lijnen van mensen die inheems zijn in de andere continenten vertakkingen zijn van Afrikaanse lijnen. Onderzoekers stellen daarom dat alle nu levende mensen afstammen van Afrikanen, waarvan een aantal uit Afrika vertrokken is en de rest van de wereld ging bevolken. Als de mitichondriale analyse correct is, moet mitochondriale Eva omdat ze aan de wortel van de mitochondriale stamboom staat vóór deze exodus geleefd hebben, en in Afrika. Om die reden beschouwen veel onderzoekers de resultaten van het mitochondriale onderzoek als ondersteuning voor het vervangingsmodel (waarin de moderne mens, uit Afrika komend, de plaats van bestaande groepen in de rest van de wereld ingenomen heeft).
Omdat er zowel theoretische als praktische (rekenkundige) beperkingen zijn aan de fylogenie is het moeilijk, zo niet onmogelijk, de boom te vinden die het best past bij de experimentele gegevens en zo blijft er ruimte voor debat. Critici van het model van 'Uit Afrika' stellen dat de mitochondriale gegevens even goed of zelfs beter kunnen worden verklaard door bomen die Eva het sterkst koppelen aan inheemse volkeren in Azië. In het begin van de eenentwintigste eeuw versterkten verbeteringen in de rekenkracht en methoden voor stamboombepaling de bewijskracht van de hypothese. Het debat ging daarna meer over vragen rond het dateren van een gebeurtenis die als bewezen wordt beschouwd. Hoe dan ook, de beste steun die mitochondriaal DNA kan leveren aan de 'Uit Afrika'-hypothese hoeft niet afhankelijk te zijn van stambomen. Eén gegeven waar geen ruimte voor interpretatie is, is dat de grootste diversiteit in mitochondriale DNA-sequenties te vinden is bij Afrikanen. Deze diversiteit had niet kunnen ontstaan, zo wordt vaak geredeneerd, als mensen niet langer in Afrika hadden geleefd dan ergens anders. De analyse van Y-chromosoom-sequenties bevestigt eveneens de aanwijzingen die het mitochondriaal DNA heeft geleverd voor de Afrikaanse oorsprong van de moderne mens.
Het probleem bij deze voorstelling van zaken is dat de gevonden stamboom van mitrochondriale afstamming niet noodzakelijkerwijs de splitsing van populaties vertegenwoordigt. Ook als de mensheid al twee miljoen jaar een enkele populatie heeft gevormd, moet er een Mitochondriale Eva geweest zijn. De relaties van deze vrouw met moderne vrouwen weerspiegelen dan echter geen afsplitsing maar de relatieve isolatie van de deelpopulaties waardoor ze in variabele mate de vervanging van hun oude mitochondriale lijnen konden ontlopen. De jongere leeftijd van de Aziatische populaties kan dan een illusie zijn veroorzaakt door een snellere vermenging terwijl de schijnbare ouderdom van de Zuid-Afrikaanse groepen, en de locatie daarbinnen van Mitochondrial Eve, veroorzaakt wordt doordat de regio een geïsoleerde cul-de-sac vormt. Overigens veronderstelt dit alternatief een zeer hoog globaal migratietempo. De latere vondst van neanderthaler-DNA in het moderne genoom weerlegt in ieder geval een strikt splitsingsmodel.